# Zhou Zuoren

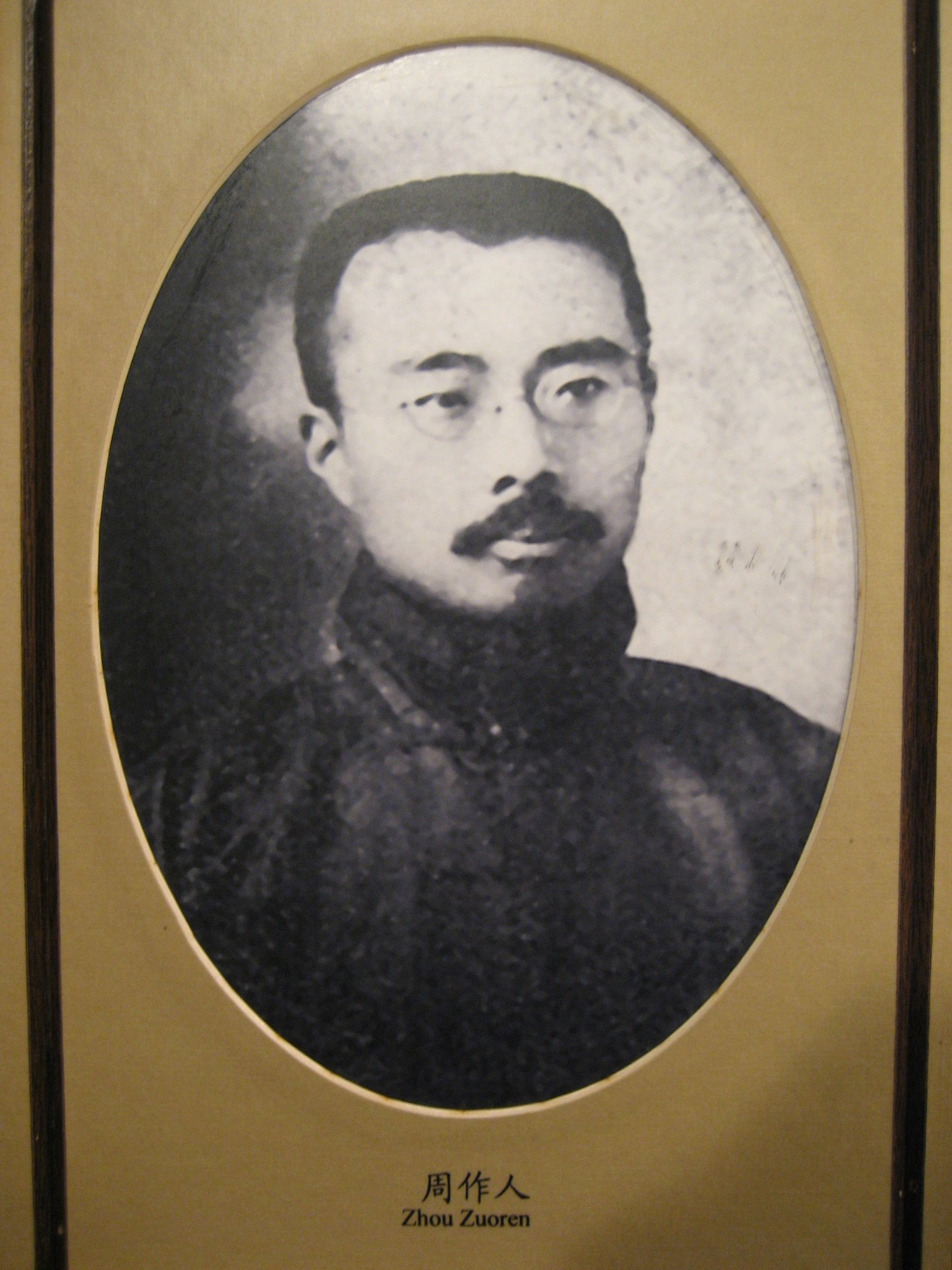
Zhou Zuoren

Zhou Zuoren (chinesisch 周作人, Pinyin Zhōu Zuòrén, W.-G. Chou Tso-jen, Jyutping Zau1 Zok3jan4; * 16. Januar 1885 als 周櫆壽 / 周櫆寿,  Zhōu Kuíshòu, Jyutping Zau1 Fui1sau6 in Shaoxing, Provinz Zhejiang; † 6. Mai 1967 in Peking), Bruder von Lu Xun (鲁迅; Geburtsname 周树人,  Zhōu Shùrén, 1881–1936), war ein chinesischer Übersetzer und Schriftsteller. Er war ein wichtiger Vertreter der Bewegung für eine Neue Kultur und gilt als Schlüsselfigur der ersten chinesischen Massenprotestbewegung, der Bewegung des vierten Mai.

## Leben (Chronologie)
Zhou wuchs in der ostchinesischen Großstadt Shaoxing auf. Seine Familie war wohlhabend, sein Großvater väterlicherseits, Zhou Fuqing, nahm eine hohe Position als kaiserlicher Beamter ein. Zhou Zuoren bekam Privatunterricht in traditionell konfuzianischer chinesischer Kultur. 1901 folgte er seinem Bruder Lu Xun auf die Marineakademie, wo er über technisches Gerät englische Fachliteratur kennenlernte. 1906 folgte er dem Bruder nach Japan, um dort Architektur und Ingenieurswesen zu studieren. 1909 heiratete er Hata Nobuko (羽太信子, 1887–1962) und gab zusammen mit seinem Bruder Lu Xun das Buch Yuwai xiaoshuoji (域外小說集,  Yùwài xiǎoshuōjí) mit aus dem Englischen und Deutschen übersetzten Kurzgeschichten heraus. Es folgten zahlreiche Übersetzungen von Literatur aus dem Englischen ins Chinesische. 1911 zog er nach China zurück und wurde Englischlehrer, 1918 Professor für griechische und römische Literatur. Er gründete das Institut für orientalische Sprachen an der Universität von Peking.
Weitere Stationen seines Lebens waren:
- 4. Mai 1919 Studentendelegation in Peking im Nachgang des Friedensvertrags von Versailles
- 1923 Zerwürfnis mit Lu Xun aufgrund seiner Frau
- 1941 Eintritt in das Pro-japanische Parlament (Wang Jingwei 1883–1944)
- 1966 im August von Rotgardisten gefangen genommen und in einen Schuppen eingesperrt.

## Rezeption
Zhou Zuoren steht im Westen bisher noch im Schatten seines Bruders Lu Xun, wird derzeit jedoch wiederentdeckt. Nach der Ausbildung an der Jiang-Nan-Akademie folgte er seinem Bruder nach Japan, wo er Englisch und (Alt-)Griechisch lernte. Dort entstanden die ersten Übersetzungen ins Chinesische. Auch nach der Rückkehr nach China blieben die Brüder eng verbunden. Sie bewohnten in Beijing dasselbe Haus, bis es zu einem Zerwürfnis kam, für welches Hata Nobuko verantwortlich sein soll.
Im Gegensatz zu Lu Xun vertrat Zhou Zuoren einen Lokalismus. Er legte großen Wert auf eine Form von Diversität, die gerade die Erfahrungen von Heimat und die lokalen Eigenheiten würdigte. Er kritisierte elitäre chinesische Traditionen wie die Peking-Oper und nannte sie „widerlich, ekelerregend, angeberisch“ und ihren Klang „krankhaft unmenschlich“. Nach dem zweiten Japanisch-Chinesischen Krieg wurde Zhou 1945 von der nationalistischen Regierung unter Chiang Kai-shek wegen Landesverrats verhaftet, was auf seine angebliche Zusammenarbeit mit der Regierung Wang Jingwei während der japanischen Besetzung Nordchinas zurückzuführen war. Zhou wurde zu 14 Jahren Haft verurteilt, wurde aber 1949 von der kommunistischen Regierung nach einer Begnadigung freigelassen. Er kehrte daraufhin nach Peking zurück, schrieb jedoch wenig und konzentrierte sich auf das Übersetzen. Er starb während der Kulturrevolution, nachdem er von Roten Garden verhaftet und später misshandelt wurde. In den ersten Jahrzehnten der Volksrepublik China waren Zhou Zuorens Schriften aufgrund seiner angeblichen Kollaboration chinesischen Lesern nicht zugänglich (dies war auch der Fall in Taiwan). Erst in den relativ liberalen achtziger Jahren wurden seine Werke wieder verfügbar. Der chinesische Gelehrte und ehemalige Professor der Universität Peking Qian Liqun – 钱理群 – veröffentlichte 2001 eine umfangreiche Biografie über Zhou Zuoren mit dem Titel Zhou Zuoren Zhuan – 周作人传.

## Werke in deutscher Übersetzung
- Zhou Zuoren: Ausgewählte Essays. In: Hefte für Ostasiatische Literatur Nr. 11 (Juni 1991). 9–32.[7]
- Reflexionen über den Tod (死之默想,  sǐ zhī mōxiàng, 1924). Aus dem Chinesischen von Wolf Baus. In: Hefte für Ostasiatische Literatur Nr. 14 (Mai 1993). iudicium Verlag, München. S. 80–84.

### Chinesische Literatur
- Li Jingbin: Zhou-Zuoren-pingxi. Shanxi Renmin Chubanshe, Xi’an 1986. (Kritische Analyse zu Zhou Zuoren).
- Zhang Enhe: Zhou-Zuoren-sanwen-xinshang. Guangxi Jiaoyu Chubanshe, Nanning 1989. ISBN 7-5435-0710-2.
- Zhao Jinghua: Xunzhao-jingshen-jiayuan. Zhou Zuoren wenhua sixiang yu shenmei zhuiqiu. Zhongguo Renmin Daxue Chubanshe, Beijing 1989. (dt. Auf der Suche nach der geistigen Heimat). ISBN 7-300-00701-5.
- Ni Moyan: Zhongguo-de-pantu-yu-yinshi-Zhou-Zuoren. Shanghai Wenyi Chubanshe, Shanghai 1990. (dt. Ein chinesischer Renegat und Eremit: Zhou Zuoren). ISBN 7-5321-0387-0.
- Qian Liqun: Zhou-Zuoren-zhuan. Beijing Shiyue Wenyi Chubanshe, Beijing 1990. (Biographie Zhou Zuorens). ISBN 7-5302-0175-1.
- Qian Liqun: Zhou-Zuoren-lun. Shanghai Renmin Chubanshe, Shanghai 1992. ISBN 7-208-00502-8.